# 奥田瑛二

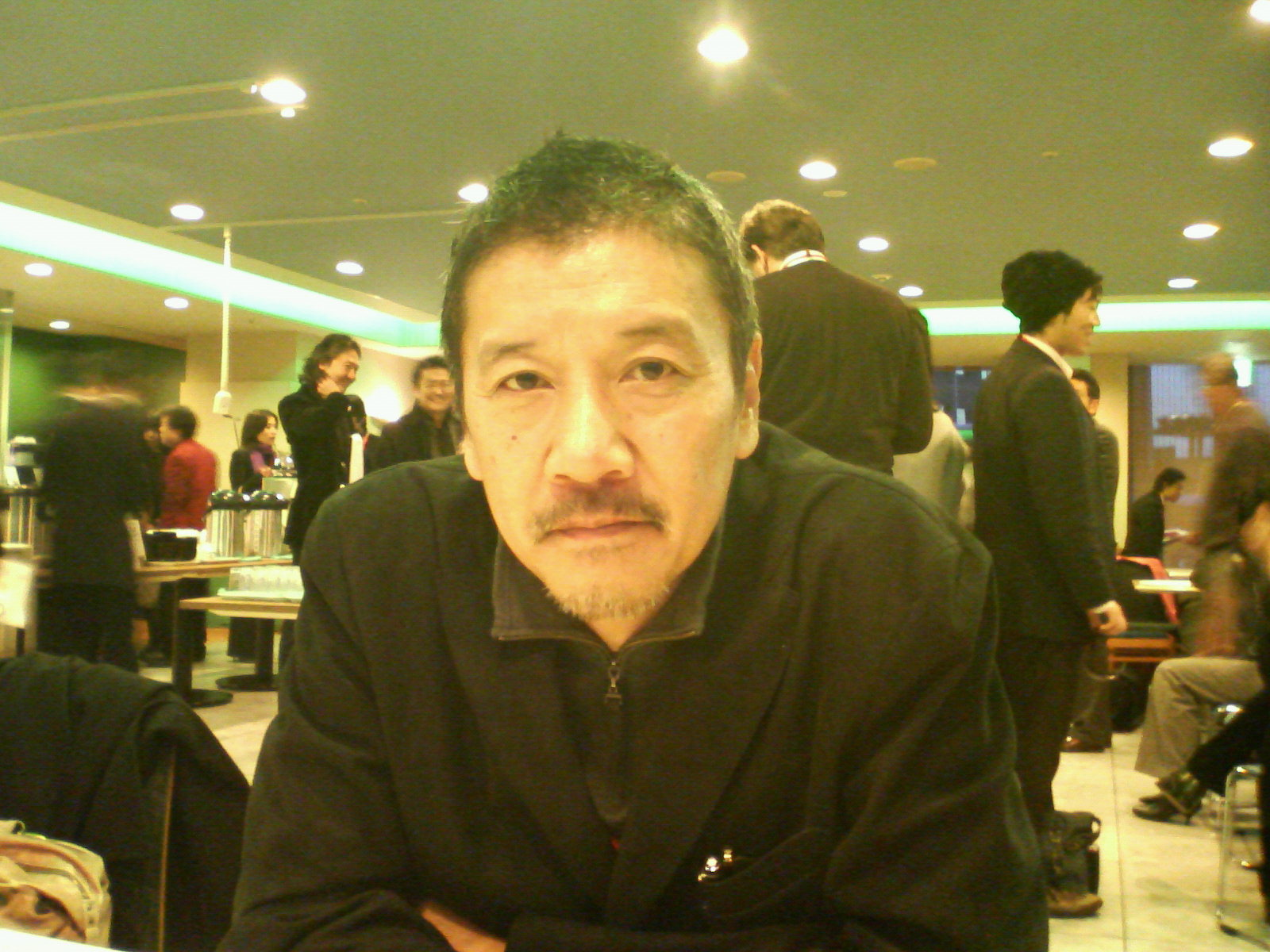
奥田瑛二

奥田瑛二（日语：／ Okuda Eiji，1950年3月18日—），本名安藤豊明，日本男演员、导演、製片人、画家。曾获得電影旬報獎、藍絲帶電影獎、每日電影獎最佳男主角等奖项。其妻為作家安藤和津，女兒為安藤桃子及安藤櫻。